# Aamir Khan

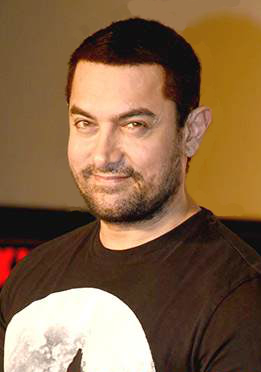
Aamir Khan, 2015

Mohammed Aamir Hussain Khan (Hindi आमिर ख़ान Āmir Khān; * 14. März 1965 in Bombay, Maharashtra) ist ein indischer Schauspieler. Er gehört zu den bekanntesten Akteuren des Hindi-Films und wurde mit Qayamat Se Qayamat Tak (1988) einem breiten Publikum bekannt.

## Leben
Aamir Khan wurde in eine Familie geboren, die Verbindung zur Filmindustrie hatte. Sein Vater Tahir Hussain war Produzent, sein Onkel Nasir Hussain Regisseur.
Aamir Khan heiratete am 18. April 1986 Reena Dutta. Sie haben zwei Kinder. Im Dezember 2002 trennten sich beide nach einer 16-jährigen Ehe. Seit dem 28. Dezember 2005 ist Khan mit Kiran Rao verheiratet, am 1. Dezember 2011 wurde ihr gemeinsamer Sohn geboren.

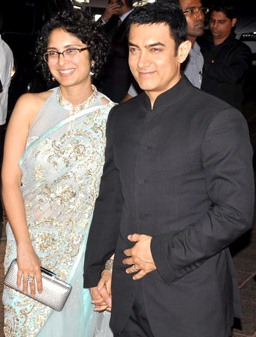
Aamir und seine Frau Kiran auf Karan Johars Geburtstag 2012

### Karriere
Aamir hat in einigen Filmen mitgespielt, bei denen sein Cousin Mansoor Khan Regie führte. Aamirs Bruder Faizal ist ebenfalls Schauspieler. Aamir begann seine Karriere als Kinderdarsteller im Film Yaadon Ki Baraat (1973), als er acht Jahre alt war. Er schrieb das Drehbuch für den Film Hum Hain Rahi Pyaar Ke (1993), in dem er auch selbst mitspielte. Außerdem hat er auch selbst in dem erfolgreichen Film Ghulam gesungen.
Aamir ist bekannt dafür, immer nur an einem Film zu arbeiten, anstelle an vielen gleichzeitig, was sehr ungewöhnlich in Bollywood ist. Aamirs Perfektionismus lohnte sich in seiner ersten Produktion: Lagaan – Es war einmal in Indien war ein großer Erfolg und gewann eine Nominierung für den Oscar in der Kategorie Bester fremdsprachiger Film im Jahr 2002. Im darauffolgenden Jahr wurde er mit dem Padma Shri ausgezeichnet.
Sein Projekt namens The Rising – Aufstand der Helden (2005), das sowohl auf Englisch als auch auf Hindi gedreht wurde, hat am Startwochenende alle Kinorekorde in Indien gebrochen. Er spielte in diesem Film die Rolle von Mangal Pandey, einem Mitglied in der Armee der britischen Ostindien-Kompanie und ein Führer der indischen Rebellion im Jahr 1857. Von den Filmen Rang De Basanti – Die Farbe Safran und The Rising – Aufstand der Helden abgesehen, hat er einen Vertrag für den Film Fanaa mit dem Regisseur Kunal Kohli abgeschlossen, in dem auch Kajol eine Rolle übernommen hat.
2007 realisierte Khan mit Taare Zameen Par – Ein Stern auf Erden sein Debüt als Filmregisseur, in dem er auch eine der beiden Hauptrollen bekleidete. Das Drama erzählt die Geschichte eines fantasievollen, achtjährigen Jungen, der unter einer Lernschwäche leidet und von seinen frustrierten Eltern der Disziplin wegen in eine Internatsschule geschickt wird. Dort freundet sich der Junge mit seinem neuen und motivierten Kunstlehrer an, der das Potential des Jungen erkennt und fördert. Khans Regie-Erstling war großer Erfolg bei Kritikern in Indien beschieden und gewann 2008 den Filmfare Award in den Kategorien Film und Regie. Im selben Jahr setzte sich Taare Zameen Par als offizieller Kandidat Indiens für eine Oscar-Nominierung in der Kategorie Bester fremdsprachiger Film gegen Ashutosh Gowarikers Historienfilm Jodhaa Akbar, Umesh Vinayak Kulkarnis Komödie Valu und den Film Tingya durch.
2008 spielte Khan in dem gleichnamigen Remake Ghajini einen Mörder mit anterograder Amnesie, der den Tod seiner Frau rächen möchte. Der Film ist von echten Ereignissen inspiriert worden und der Charakter Sanjay Singhania benutzt Fotos und Notizen, um sich zu orientieren.

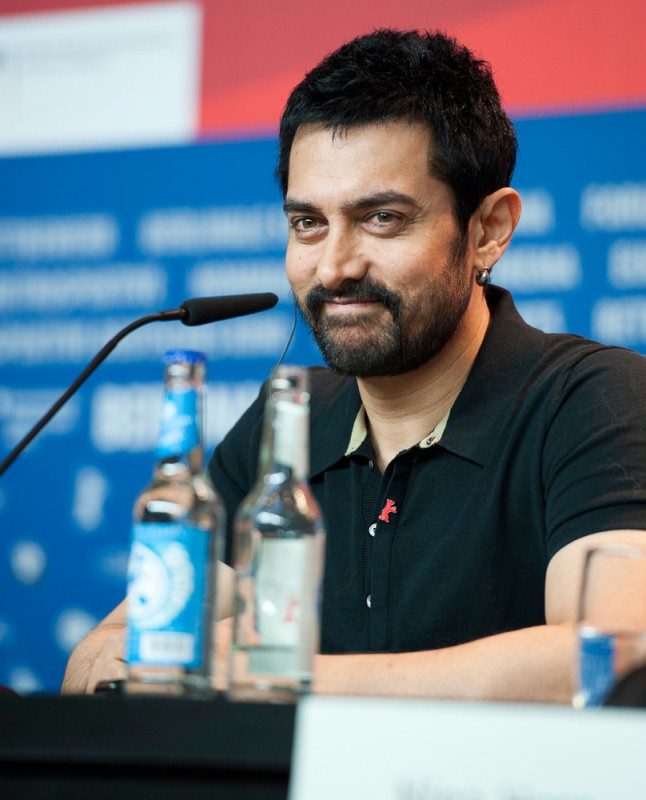
Khan auf der Berlinale 2011

Durch öffentliche Forderungen für eine (bessere) Entschädigung der Betroffenen der Sardar-Sarovar-Talsperre am Narmada im indischen Bundesstaat Gujarat geriet Aamir in Konflikt mit der BJP.
2011 wurde er in die Wettbewerbsjury der 61. Internationalen Filmfestspiele von Berlin berufen.
Seit März 2012 ist Khan in der indischen Fernsehsendung Truth Alone Prevails Talkgastgeber. Die Sendung erreicht historisch phänomenale Einschaltquoten in Indien mit wöchentlich mehr als 470 Millionen indischen Zuschauern.
In dem dritten Teil von Yash Raj Films Dhoom-Reihe spielte Khan 2013 eine Doppelrolle. In dem Actionfilm ist er mit Katrina Kaif, Abhishek Bachchan und Uday Chopra zusammen zu sehen.
2014 geriet Khan mit seinem Film PK mit gewaltbereiten Hindus in Konflikt. Hindus warfen ihm als Muslim vor, dass er andere Religionen mit seinem Film ins Lächerliche ziehen würde. Er wies aber jegliche Anschuldigungen ab und verkündete, dass er jede Religion respektiere.
Aamir Khans deutscher Synchronsprecher war seit der Erstausstrahlung von Lagaan – Es war einmal in Indien im Jahr 2004 bis zu seinem Tod 2014 Philipp Brammer, doch gelegentlich lieh ihm auch Andreas Fröhlich seine Stimme.
2017 wurde er in die Academy of Motion Picture Arts and Sciences (AMPAS) aufgenommen, die jährlich die Oscars vergibt.

## Filmografie

### Schauspieler
- 1973: Yaadon Ki Baaraat
- 1974: Madhosh
- 1983: Holi
- 1988: Qayamat Se Qayamat Tak
- 1989: Love Love Love
- 1989: Raakh
- 1990: Dil
- 1990: Tum Mere Ho
- 1990: Awwal Number
- 1990: Deewana Mujh Sa Nahin
- 1990: Jawani Zindabad
- 1991: Afsana Pyaar Ka
- 1991: Dil Hai Ki Manta Nahin
- 1992: Parampara
- 1992: Jo Jeeta Wohi Sikandar
- 1992: Daulat Ki Jung
- 1992: Isi Ka Naam Zindagi
- 1992: Jo Jeeta Wohi Sikandar
- 1993: Hum Hain Rahi Pyaar Ke
- 1994: Andaz Apna Apna
- 1995: Rangeela
- 1995: Baazi
- 1995: Aatank Hi Aatank
- 1995: Akele Hum Akele Tum
- 1996: Raja Hindustani – Taxi ins Glück (Raja Hindustani)
- 1997: Ishq
- 1998: Earth
- 1998: Ghulam
- 1999: Mann
- 1999: Sarfarosh
- 2000: Mela
- 2001: Dil Chahta Hai
- 2001: Lagaan – Es war einmal in Indien (Lagaan: Once Upon a Time in India)
- 2005: The Rising – Aufstand der Helden (Mangal Pandey: The Rising)
- 2006: Fanaa
- 2006: Rang De Basanti – Die Farbe Safran (Rang De Basanti)
- 2007: Taare Zameen Par – Ein Stern auf Erden (Taare Zameen Par)
- 2008: Ghajini
- 2009: Luck by Chance – Liebe, Glück und andere Zufälle (Luck by Chance) (Gastauftritt)
- 2009: 3 Idiots
- 2010: Bombay Diaries (Dhobi Ghat)
- 2011: Delhi Belly (Gastauftritt)
- 2012: Talaash: The Answer Lies Within
- 2013: Bombay Talkies
- 2013: Dhoom: 3
- 2014: PK
- 2015: Dil Dhadakne Do (Sprecher in Hindi von Pluto Mehra)
- 2016: Dangal
- 2017: Secret Superstar
- 2018: Thugs of Hindustan

### Produzent
- 2001: Lagaan – Es war einmal in Indien (Lagaan)
- 2003: Madness In The Desert (Dokumentarfilm)
- 2007: Taare Zameen Par – Ein Stern auf Erden (Taare Zameen Par)
- 2008: Jaane Tu... Ya Jaane Na – Du liebst mich, du liebst mich nicht
- 2010: Peepli Live
- 2011: Bombay Diaries (Dhobi Ghat)
- 2011: Delhi Belly
- 2012: Talaash: The Answer Lies Within
- 2016: Dangal

### Regie
- 2007: Taare Zameen Par – Ein Stern auf Erden (Taare Zameen Par)

## Auszeichnungen

### National Film Awards
- 1988: Spezialpreis der Jury – Raakh und Qayamat Se Qayamat Tak
- 2001: Bester Unterhaltungsfilm – Lagaan – Es war einmal in Indien (Lagaan) als Produzent (geteilt mit Ashutosh Gowarikar)
- 2007: Bester Film über Familienwerte –  Taare Zameen Par – Ein Stern auf Erden (Taare Zameen Par)

### Filmfare Awards
- 1989: Bestes Debüt – Qayamat Se Qayamat Tak
- 1997: Bester Hauptdarsteller – Raja Hindustani
- 2002: Bester Hauptdarsteller – Lagaan
- 2002: Bester Film for Lagaan
- 2007: Kritikerpreis: Bester Darsteller – Rang De Basanti – Die Farbe Safran (Rang De Basanti)
- 2008: Bester Film – Taare Zameen Par
- 2008: Beste Regie for Taare Zameen Par

### Star Screen Awards
- 1997: Bester Hauptdarsteller – Raja Hindustani
- 2002: Bester Film – Lagaan
- 2008: Bester Nebendarsteller – Taare Zameen Par
- 2008: Beste Regie – Taare Zameen Par
- 2008: Bestes Regiedebüt – Taare Zameen Par

### Zee Cine Awards
- 2000: Bester Hauptdarsteller – Sarfarosh
- 2002: Bester Hauptdarsteller – Lagaan
- 2008: Beste Regie – Taare Zameen Par

### International Indian Film Academy Awards
- 2002: Bester Hauptdarsteller – Lagaan
- 2002: Bester Film – Lagaan
- 2009: Film des Jahrzehnts – Lagaan

### Weitere Auszeichnungen
- 2003: Padma Shri – Indischer Nationalpreis
- 2010: Padma Bhushan

- 2002: Bollywood Movie Awards – Bester Hauptdarsteller in Lagaan
- 2002: Bollywood Movie Awards – Kritikerpreis: Bester Darsteller in Dil Chahta Hai
- 2009: Bollywood Hungama Surfers Choice Movie Awards 2008 – „Best Actor Award“ in Ghajini